# ITC Benguiat
ITC Benguiat (/ˈaɪˈtiːˈsiː ˈbɛnɡæt/, Ай-Ти-Си Бе́нгет) — шрифтовая гарнитура, разработанная американским дизайнером шрифтов и художником по леттерингу Эдуардом Бенгетом и выпущенная International Typeface Corporation (ITC) в 1977 году. После поглощения ITC Monotype Imaging, права на шрифт перешли последней. Графика шрифта является отсылкой на шрифты эпохи модерна (ар-нуво): литеры содержат выгнутые линии, острые засечки и средняя линия сдвинута вверх. Шрифт стал популярен в 1980-х годах, особенно для оформления обложек триллеров и ужасов. С приходом моды на 1980-е, шрифт используется для стилизации под ту эпоху. Кириллическая версия была выпущена в 2001 году в студии Паратайп.

## Описание
TC Benguiat — антиква с острыми треугольными засечками, в некоторой степени основана на шрифтах периода ар-нуво, но не считается их академическим возрождением. Графемы имеют характерные для таких шрифтов полуовалы треугольной формы и среднюю линию, сдвинутую вверх. Внешний облик шрифта соответствует фирменной формуле дизайна ITC, которая предусматривает чрезвычайно большое очко шрифта (x-height, рост строчных букв относительно размера литер) в сочетании с различными вариантами ширины и веса.
Оригинальная версия 1977 года содержала многочисленные нестандартные лигатуры (такие как AB, AE, AH, AK, AR, LA, SS, TT) и альтернативные формы некоторых букв, которые не были перенесены в цифровую версию. Семейство шрифтов состоит из 3 начертаний по 2 ширины каждое с дополнительным курсивом.
Шрифт может использоваться для текстового набора, но больше предназначен для коротких надписей в больших размерах в рекламе и акциденции.
Отличительные черты шрифта:
- литера А имеет перекладину в виде наклонной дуги и вершину-крышечку с засечками,
- перекладина в литере H сильно смещена вверх,
- перекладина в строчной e размещена под углом,
- в строчной k слегка выгнутая вверх нижняя подпорка,
- у заглавной Т на верхней перекладине сверху расположены крошечные засечки,
- у строчных y и р короткие хвостики (нижние выносные элементы),
- хвостик-петля у строчной g небольшая и поджата вверх,
- овал заглавных O и Q слегка наклонён влево[6].

### История создания
Друг попросил Бенгета создать новый логотип для магазина, который он открывал. Бенгет предоставил другу десятки идей, но ни одна из них не была принята. В конце концов друг выбрал дизайн, но основой для ITC Benguiat послужил один из отвергнутых вариантов. Не смутившись, Бенгет продолжил работать над дизайном и в конечном итоге представил его в ITC.
Впервые шрифт был использован графическим дизайнером Дэвидом Куэем для набора названий трилогии романов издательства Penguin Books. Для макетов он сделал фотостатические копии алфавита шрифта из декабрьского выпуска за 1977 год рекламного журнала U&lc, не зная, что шрифт ещё не доступен к продаже, а публичный релиз анонсирован после 16 января 1978. «Penguin дал добро, затем я понял, что ITC Benguiat еще не доступен, U&lc был предрелизной рекламой!». Дэвид Куэй обратился к знакомым, чтобы решить проблему. Через четыре дня после этого Дэвид Куэй получил письмо от Эдуарда Бенгета. «Четыре дня спустя по специальной почте пришёл конверт с тремя фотоотпечатками с идеально набранными и лигатурированными заголовками. Вложенная записка гласила: „Я рад, что вам понравился шрифт, вы первый, кто его использовал, Эд“».

## ITC Benguiat Pro
Эта цифровая версия шрифта была выпущена в сентябре 2008 года. Она состоит из 12 начертаний и включает поддержку центральноевропейских и многих восточноевропейских символов. Поддерживаемые языки: английский, венгерский, голландский, датский, индонезийский, испанский, итальянский, каталонский, малайский, мальтийский, немецкий, норвежский, польский, португальский, румынский, словацкий, словенский, турецкий, филиплинский, финский, французский, хорватский, чешский, шведский.

## ITC Benguiat Gothic
ITC Benguiat Gothic — это вариант шрифта без засечек для оригинального семейства шрифтов с засечками. Шрифт имеет похожие уникальные изгибы и пропорции, что и оригинальный шрифт. Оба шрифта в некоторой степени основаны на шрифтах периода ар-нуво, но не считаются возрожденными академическими шрифтами.

## Кириллическая версия
Кириллическая версия разработана для фирмы ParaType в 2001 году Владимиром Ефимовым. Гарнитура Бенгет зачастую используется на фасадных табличках и вывесках, когда пытаются передать историзм.

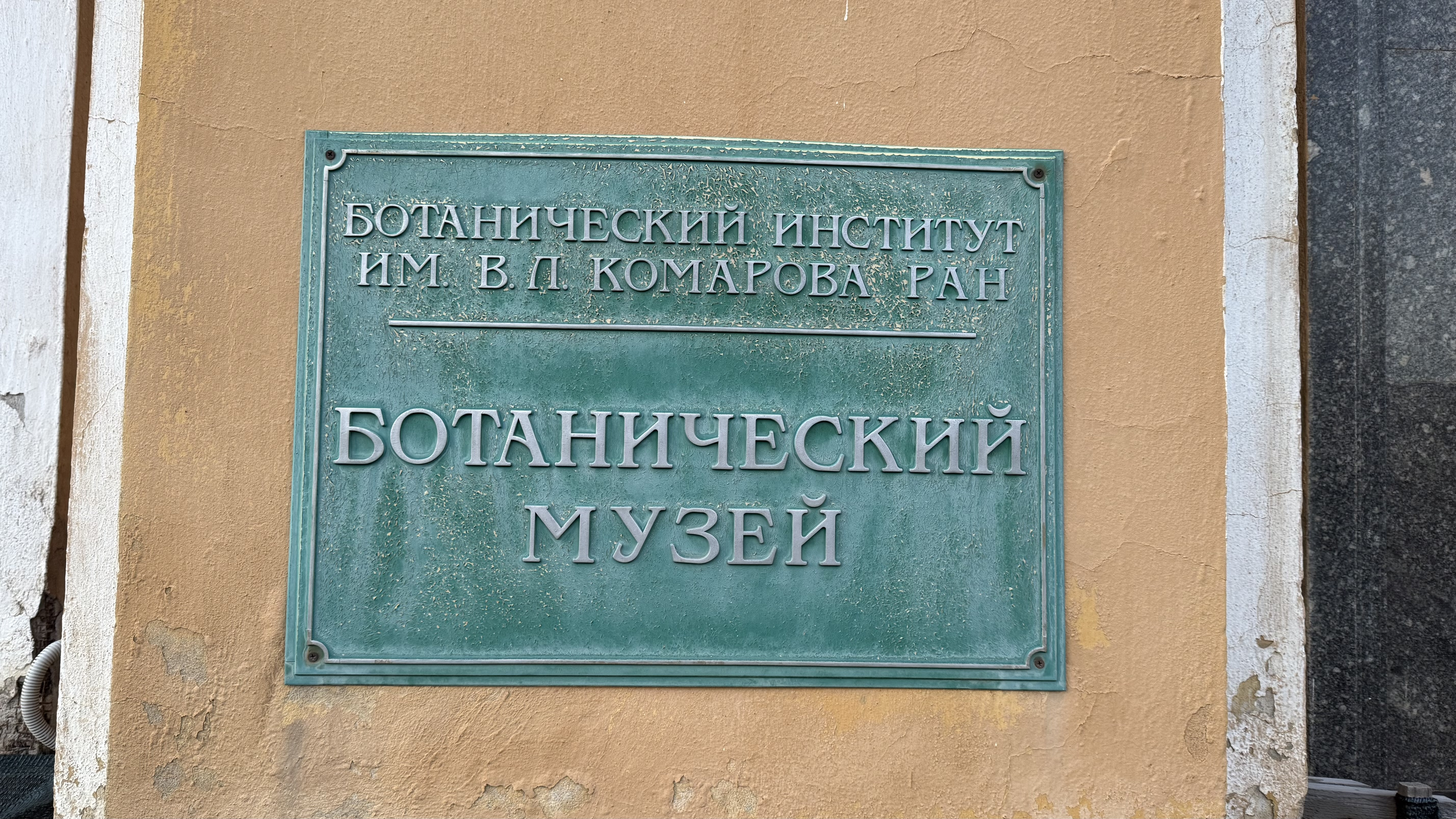
Фасадная табличка Ботанического музея БИН РАН
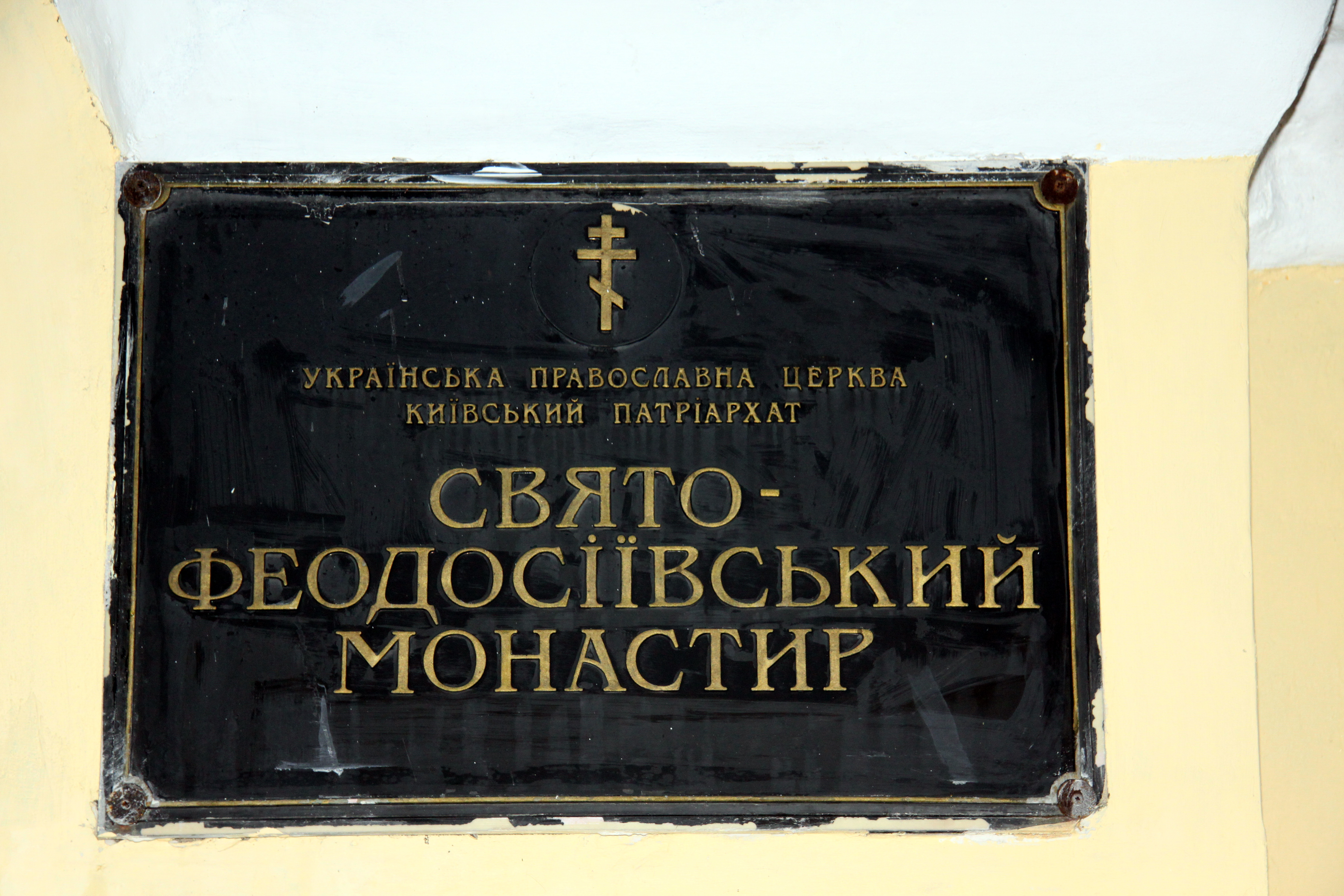
Фасадная табличка монастыря рядом с Киево-Печерской лаврой
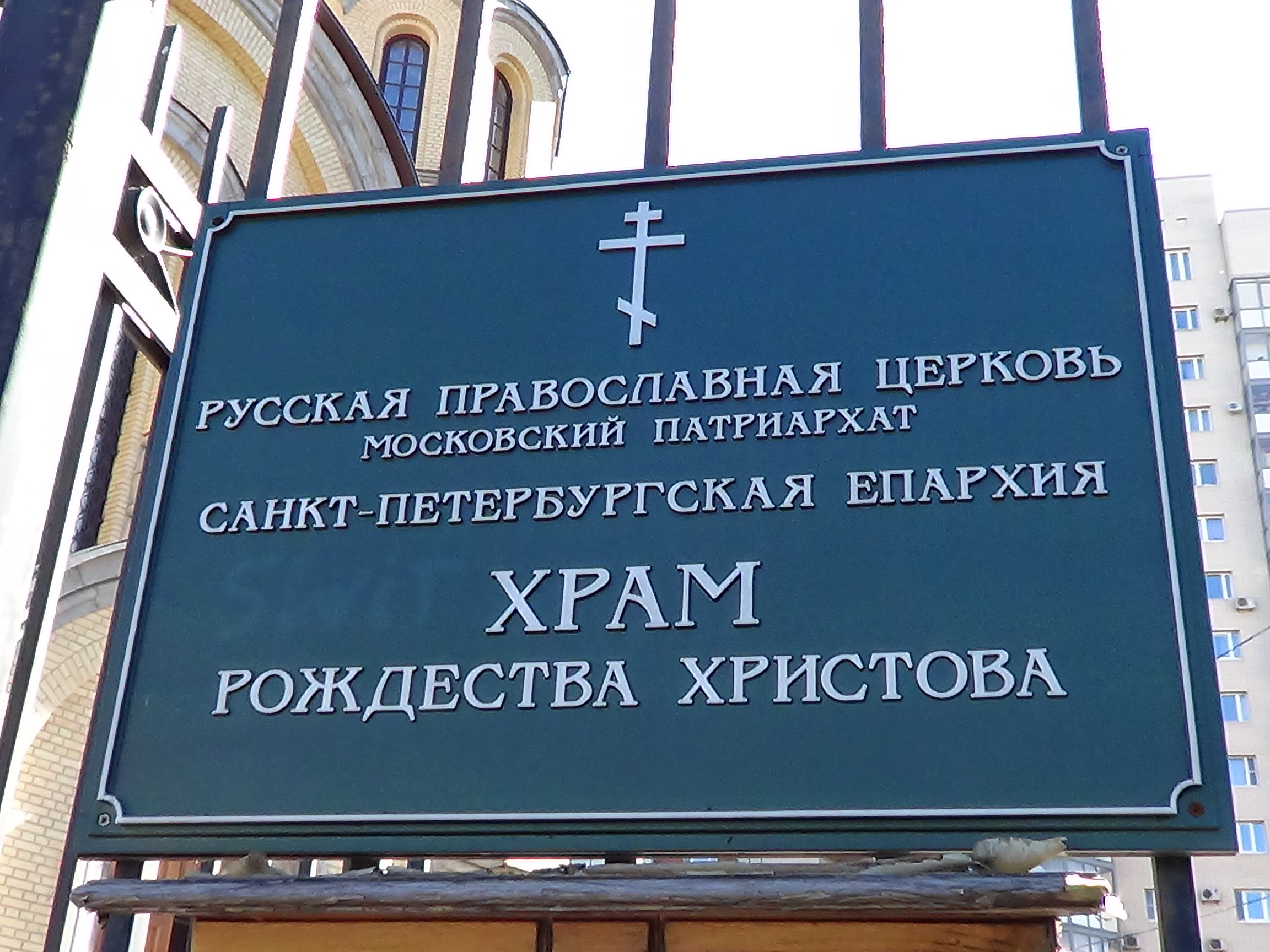
Фасадная табличка Храма Рождества Христова, Петербург, ул. Коллонтай
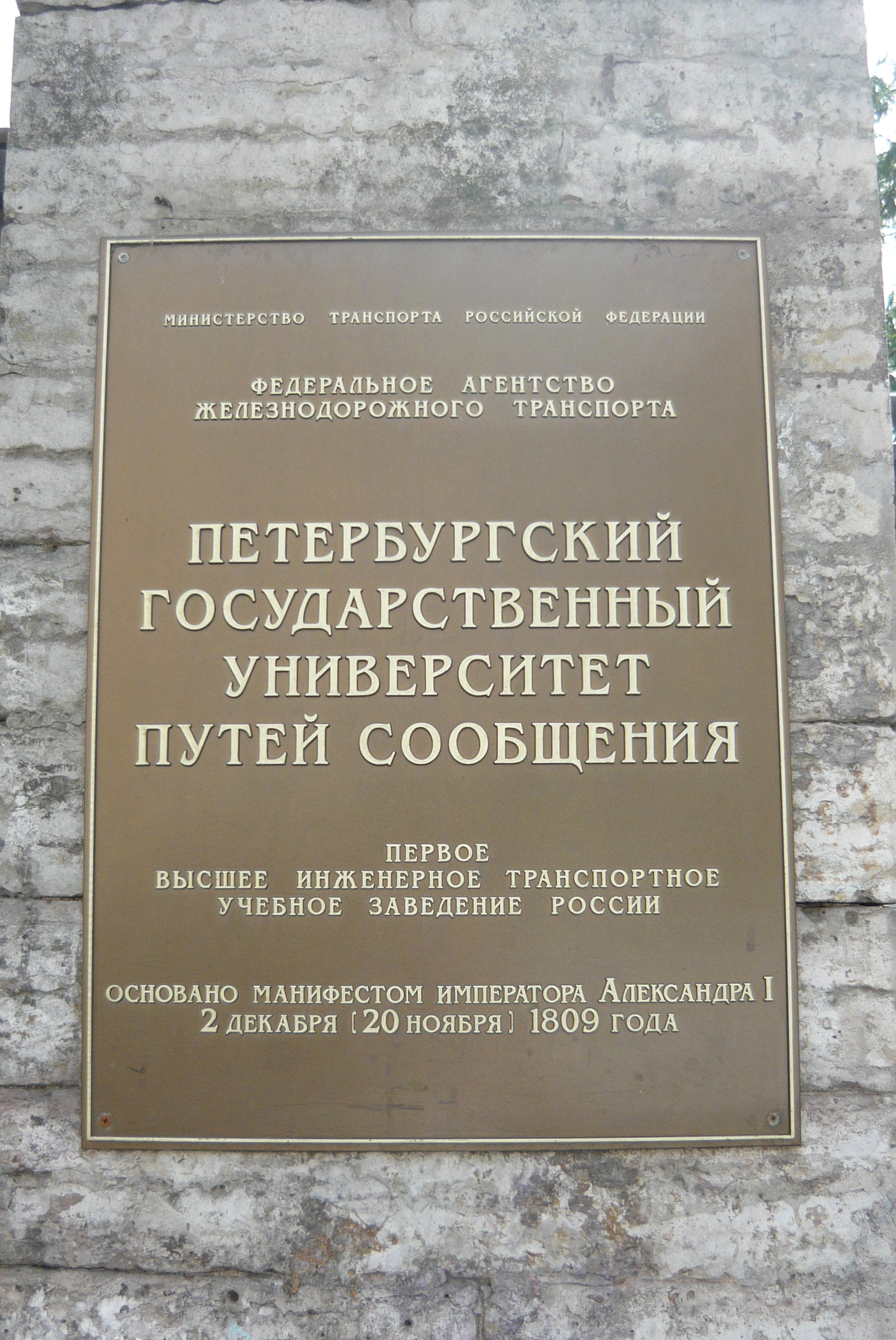
Фасадная табличка ПГУПС
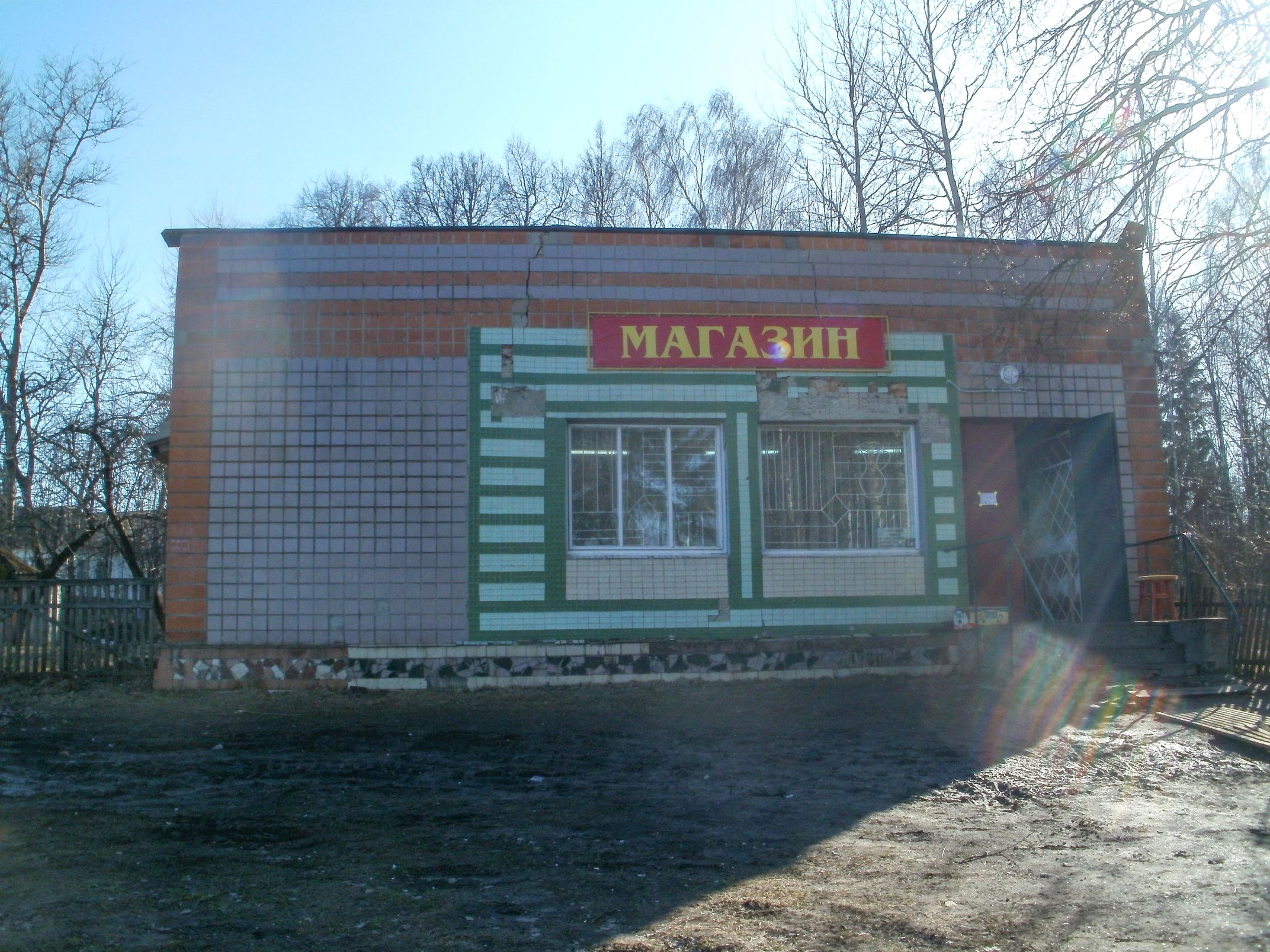
Вывеска магазина
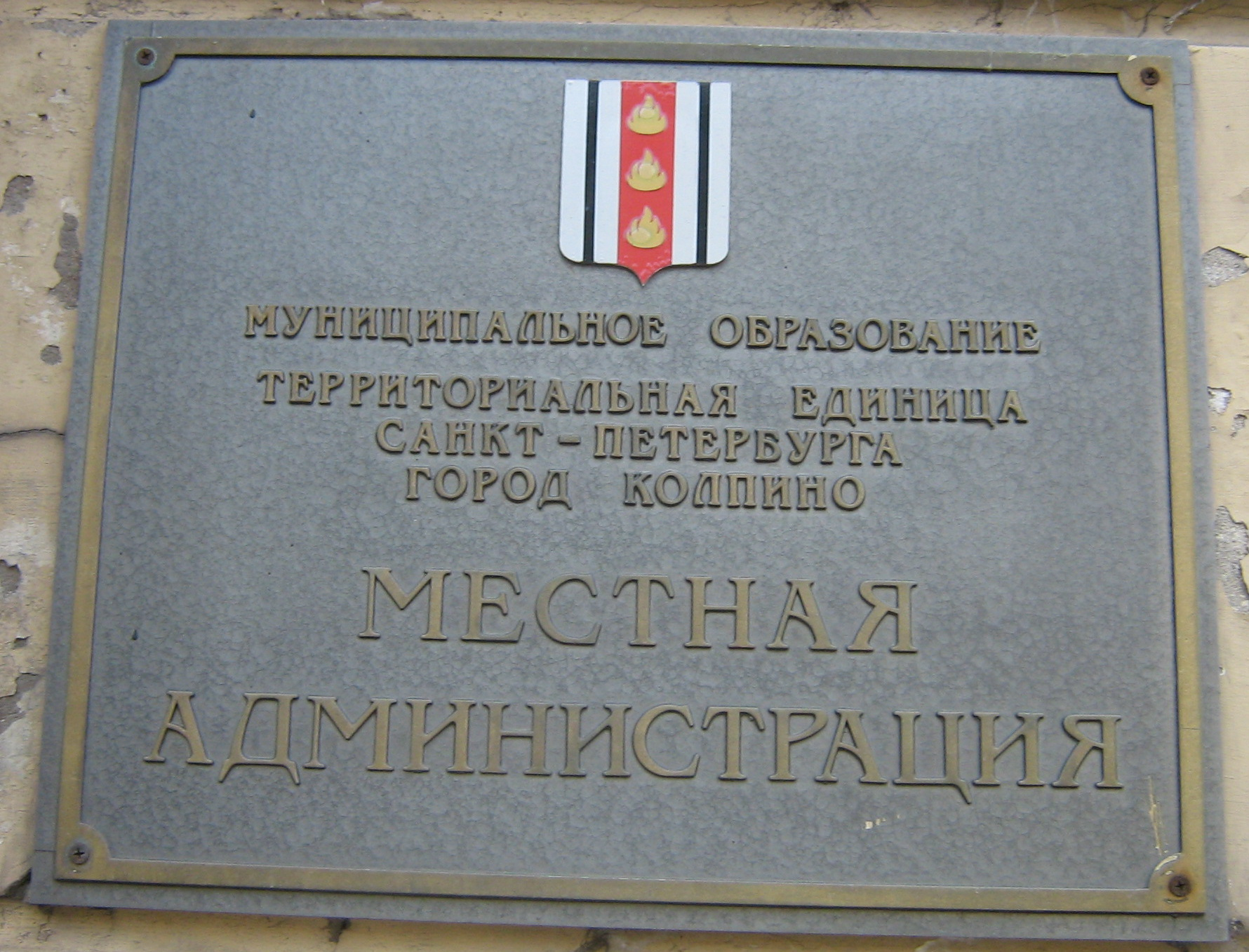
Фасадная табличка администрации г. Колпино
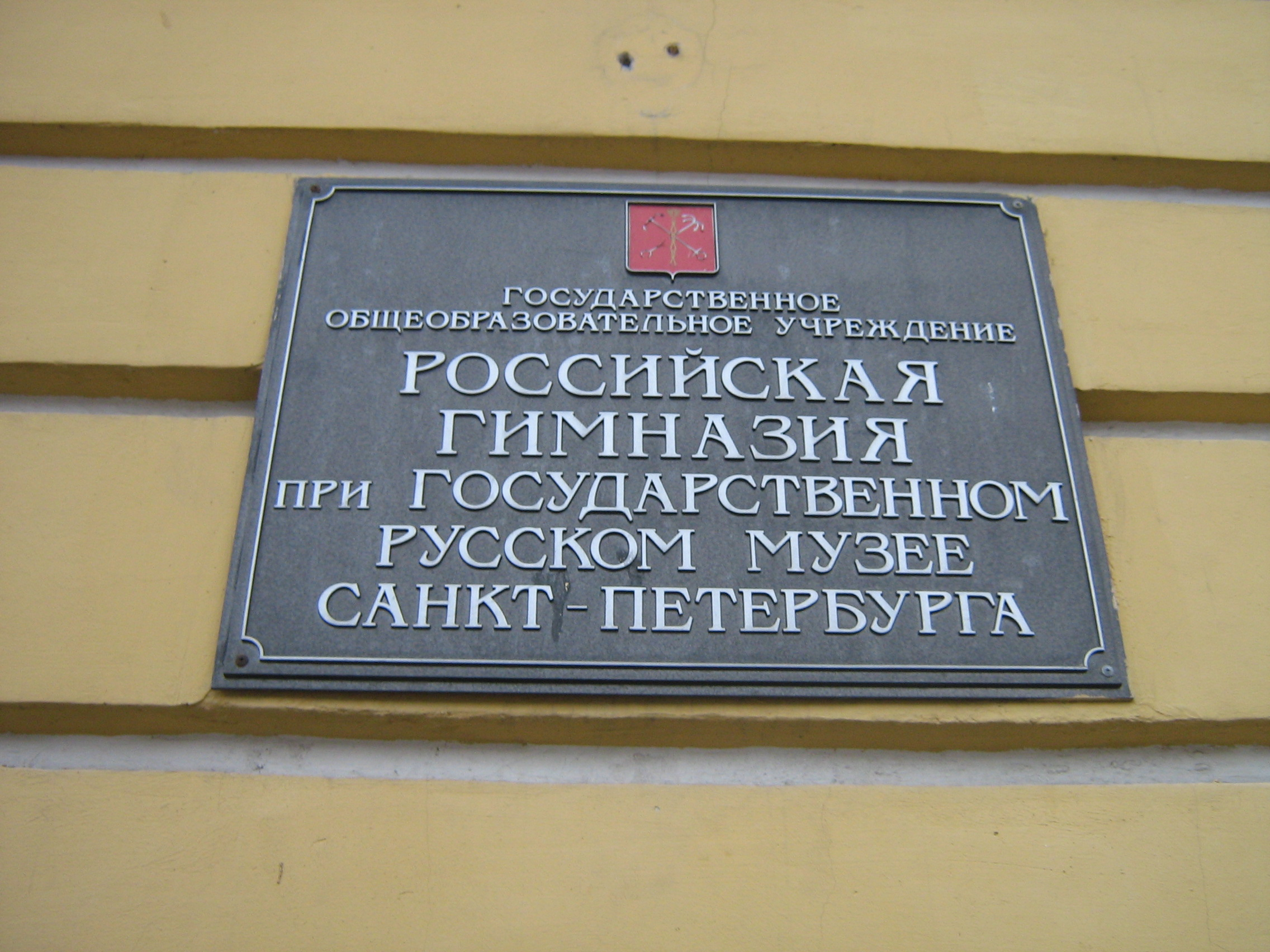
Фасадная табличка гимназии при Русском музее

## Известное использование
Шрифт широко использовался в 1980-х. Романы ужасов и триллеров использовали его по-разному и в разных стилях. Сам Бенгет рассказывал, что это было несложно для гарнитуры взлететь в 1980-х, поскольку для использования было доступно всего около 15 системных шрифтов. В частности шрифт используется на обложках некоторых изданий романов Стивена Кинга, на обложке альбома Strangeways, Here We Come (1987) британской инди-рок-группы The Smiths, на обложках книг серии Choose Your Own Adventure, в игре The Bitmap Brothers The Chaos Engine (1993), а также в логотипах Национальной ассамблеи Квебека и футбольного клуба Melbourne Knights. Шрифт также представлен в главных заголовках фильмов Star Trek, Star Trek Generations и Star Trek: First Contact, а также в видеоигре Nier: Automata. Предупреждение ФБР Paramount с 1995 года по настоящее время также использует ITC Benguiat. 

Рассказ «Плот» Стивена Кинга. Обложка приложения к журналу Gallery, 1982. Шрифтом набрано название
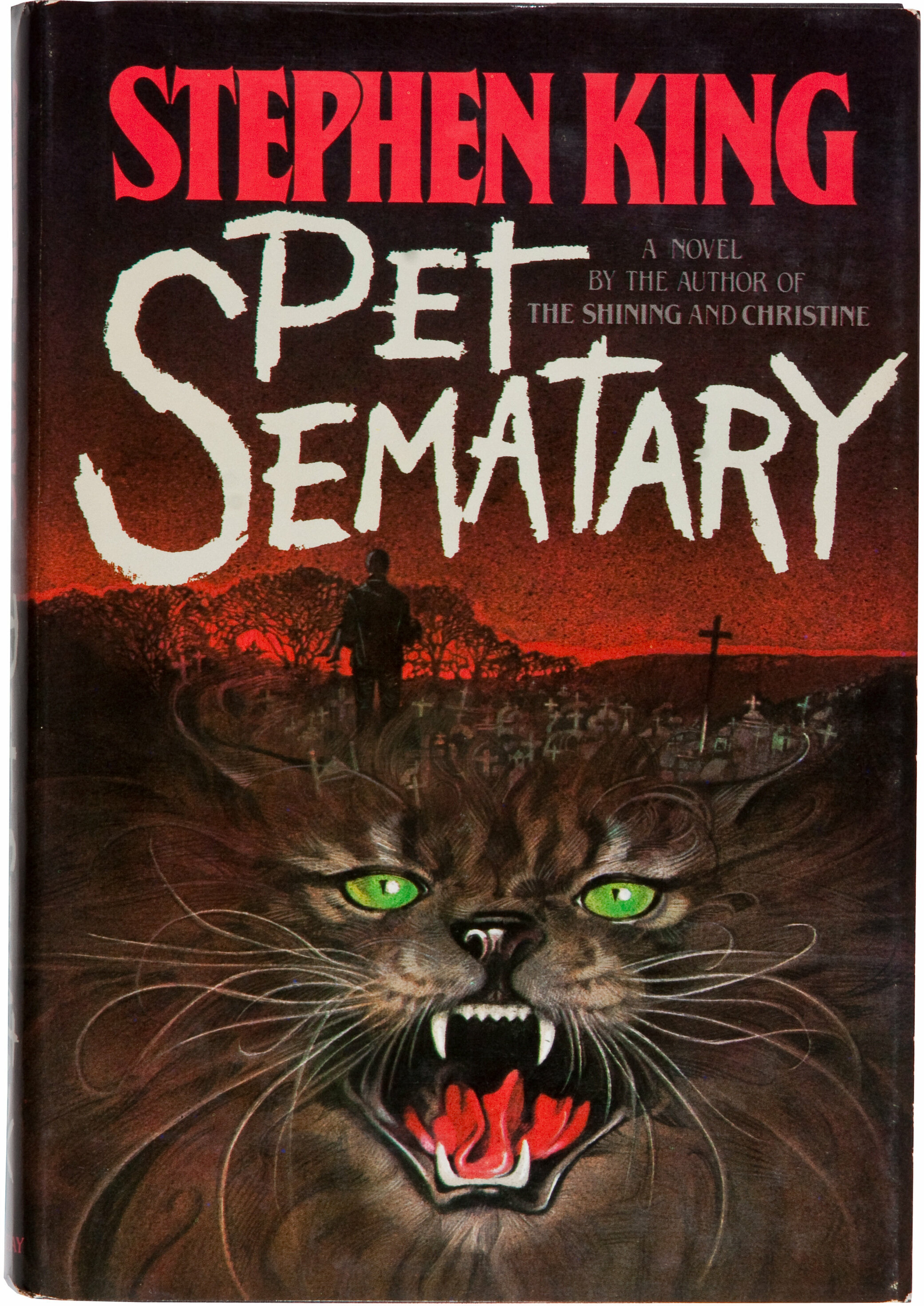
Обложка первого издания романа «Кладбище домашних животных». Шрифтом набран подзаголовок
Обложка первого издания романа «Бегущий человек». Шрифтом набран текст над названием
Логотип фильма «Кладбище домашних животных» 2019 года
Альбом Strangeways, Here We Come (1987)

### Сериал «Очень странные дела»

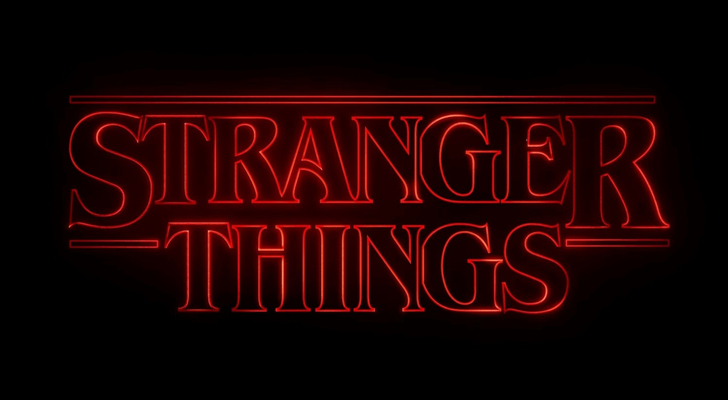
Логотип сериала

Вторую волну популярности шрифт Бенгет получил в 2016 году после выхода сериала Netflix «Очень странные дела», который эксплуатирует визуальную стилистику 1980-х. Логотип сериала разрабатывала студия графического дизайна Contend. Арт-директор студии Джейкоб Богосян создал около 20 вариантов логотипа с оригинальными шрифтами, но в итоге продюсеры выбрали вариант, набранный ITC Benguiat, с откорректированными контурами. Логотип имеет характерный приём с обложек романов Стивена Кинга — первая и последняя буква верхней строки свисает вниз.
Заставка сериала представляет из себя демонстрацию букв логотипа, которые слетаются вместе под характерную синти-музыку, подсвечиваемые сзади красным лучом: крупный, полый шрифт дрейфует сквозь пустоту, медленно собираясь, его светящиеся красные края прорезают темноту, когда более мелкие титры появляются и исчезают. Мелкие всплывающие титры набраны шрифтом ITC Avant Garde. Сериал стал лауреатом премии «Эмми» 2017 года в номинации «Лучший дизайн титров».
Этот конкретный логотип и стиль стали невероятно популярными в визуальной культуре, и поп-культура тоже подхватила это.
Титульные заставки с названием эпизодов сериала также набраны Бенгетом.

## Комментарии
1. ↑  Транскрипция взята из статьи англоязычной Википедии про автора, совпадает с переводом названия на русский язык на сайте компании Паратайп[1]